# Nicolas-Jean-René Texier
Nicolas-Jean-René Texier est un homme politique français né le 2 janvier 1749 à Chartres (Eure-et-Loir) et mort le 3 novembre 1832 au même lieu.

## Biographie
Avant 1789, il est chanoine de la cathédrale de Chartres, comme l'abbé Siéyès, et chapelain de la reine Marie-Antoinette. 
Il est élu député du clergé aux États généraux de 1789 pour le bailliage de Châteauneuf-en-Thymerais. Il se désintéresse rapidement des travaux parlementaires pour s'occuper d'agriculture.